# Albenis Castillo
Albenis Enrique Castillo González (nacido el 24 de diciembre de 1983) es un lanzador de béisbol diestro que se destaca por estar en la plantilla de Panamá en la Copa Mundial de Béisbol de 2003 y en el Clásico Mundial de Béisbol 2006. 

## Carrera

### Los Angeles Dodgers
Jugó profesionalmente de 1998 a 2009 en el sistema agrícola de los Dodgers de Los Ángeles. Jugó en la Liga de Verano de Venezuela en 2001 con los Dodgers de la Liga de Verano Dominicana en República Dominicana y con los South Georgia Waves en Columbus, Georgia en 2002; tuvo marca de 0-0 con efectividad de 0.00 en dos juegos (una apertura). Lanzó para los GCL Dodgers en Vero Beach, Florida en 2003, con marca de 2-1 y efectividad de 2.72 en 19 apariciones. Para los Ogden Raptors en Ogden, Utah en 2004, tuvo marca de 2-2 con efectividad de 5.01 en 12 juegos. También apareció en nueve juegos para Columbus Catfish y tuvo marca de 1-1 con efectividad de 5.21 con ellos. En 2005, jugó para Columbus, con marca de 1-5 y 10 salvamentos con efectividad de 3.99 en 38 apariciones y en 2006 tuvo marca de 3-5 con efectividad de 6.37 en 35 apariciones con los Vero Beach Dodgers, en Vero Beach en 2006 y 2007.

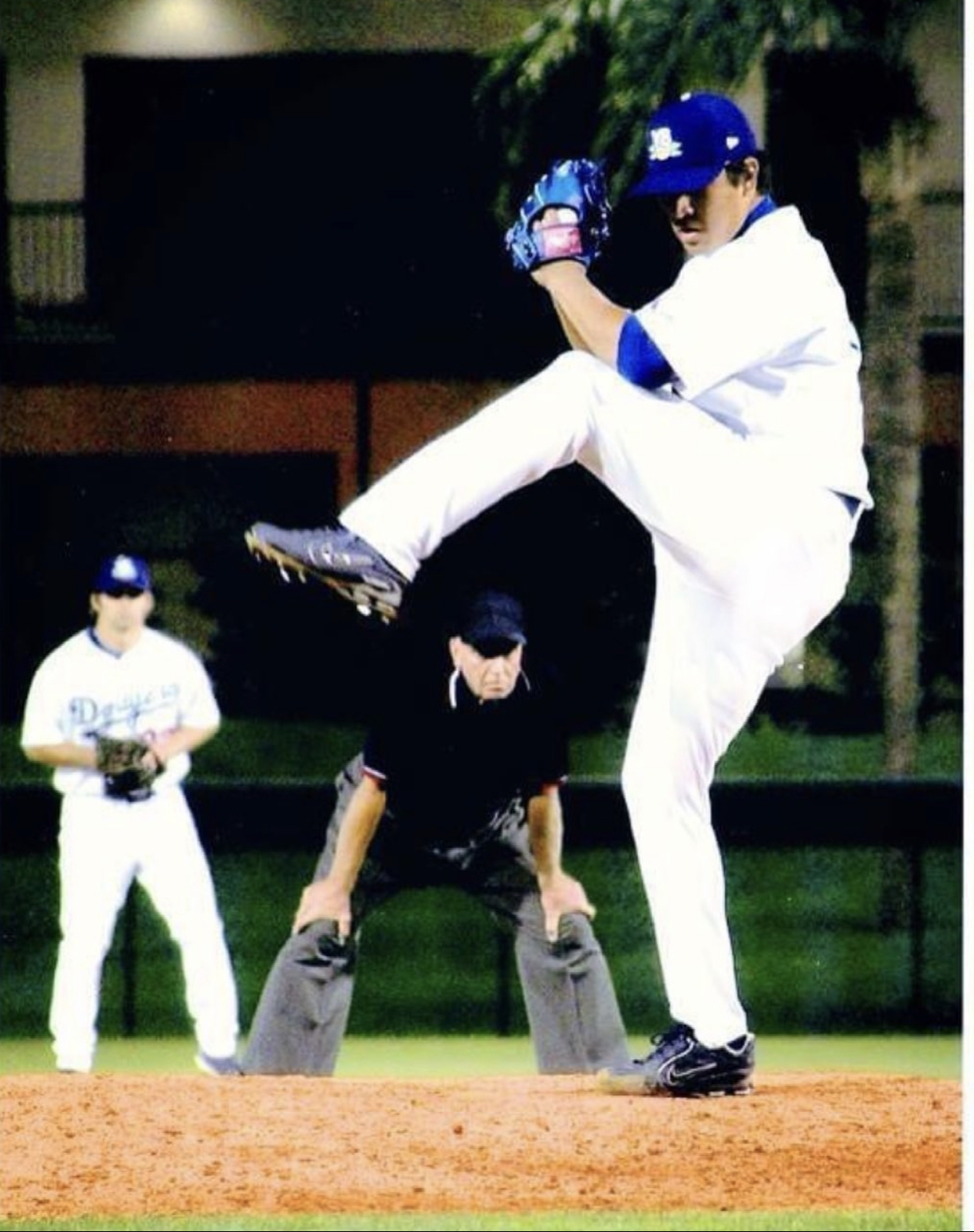

## Selección nacional
Hizo una aparición en la Copa Mundial de Béisbol de 2003 y en el Clásico Mundial de Béisbol 2006, lanzando un tercio de entrada y otorgando boletos a un bateador, permitiendo un hit y ponchando a un bateador.